# 紀元前388年
紀元前388年（きげんぜん388ねん）は、ローマ暦の年である。
当時は、「カピトリヌス、フィデナス、ユッルス、コルウス、フラウス、ルフスが執政武官に就任した年」として知られていた（もしくは、それほど使われてはいないが、ローマ建国紀元366年）。紀年法として西暦（キリスト紀元）がヨーロッパで広く普及した中世時代初期以降、この年は紀元前388年と表記されるのが一般的となった。

## 他の紀年法
- 干支 : 癸巳
- 日本
  - 皇紀273年
  - 孝安天皇5年
- 中国
  - 周 - 安王14年
  - 秦 - 恵公12年
  - 晋 - 孝公元年
  - 楚 - 悼王14年
  - 斉 - 康公17年
  - 燕 - 簡公27年
  - 趙 - 武公12年
  - 魏 - 武侯8年
  - 韓 - 烈侯12年
- 朝鮮
  - 檀紀1946年
- ベトナム :
- 仏滅紀元 : 157年
- ユダヤ暦 :

## できごと

### ギリシア
- スパルタ王アゲシラオス2世が率いるスパルタ軍は、アルゴスを攻めた。これに会戦を挑むアルゴス軍がいなかったため、スパルタ軍は、しばらく農村部を略奪した後、占いがいくつかの凶兆を告げたのを受けて、スパルタに帰還した。
- アテナイの将軍トラシュブロス はレスボス島に赴き、ミュティレネ人の支援を受けて、同島のスパルタ勢を破って多数の都市を帰順させた。しかし、トラシュブロスが金銭勘定に厳しいことに反発していたアスペンドス (Aspendos) の町から来た襲撃者たちによって、トラシュブロスは殺害された。
- アテナイ帝国への野望の復活を懸念したアケメネス朝ペルシア帝国のアルタクセルクセス2世と、スパルタ王アゲシラオス2世は、同盟を結んだ。スパルタはまた、シュラクサイの僭主ディオニュシオス1世 (Dionysius I of Syracuse) の支援も取り付けた。

### 芸術
- ソクラテスの死後アテナイを離れたプラトンは、メガラを訪れた。またおそらくエジプトも訪れた後、ディオニュシオス1世の義弟ディオンの招きを受けてシュラクサイへ赴いた。
- アリストパネスの喜劇『福の神 (Plutus)』が初演された。

## 死去
- トラシュブロス - 三十人政権を打倒したアテナイの将軍